# Astylosterninae
Az Astylosterninae a kétéltűek (Amphibia) osztályába, a békák (Anura) rendjébe és az Arthroleptidae családjába tartozó alcsalád.

## Elterjedése
Az alcsaládba tartozó nemek Afrikában, a Szaharától délre fekvő területeken honosak.

## Rendszerezésük
Az alcsaládba tartozó nemek:
- Astylosternus Werner, 1898
- Leptodactylodon Andersson, 1903
- Nyctibates Boulenger, 1904
- Scotobleps Boulenger, 1900
- Trichobatrachus Boulenger, 1900